# The Wallop
The Wallop (Brasil: Corações Independentes ) é um filme norte-americano de 1921, do gênero faroeste, dirigido por John Ford e estrelado por Harry Carey. O filme é presumidamente considerado perdido.
No Brasil, o filme também é intitulado como Ironia do Destino, em versão original legendado.

## Elenco
- Harry Carey ... John Wesley Pringle
- Mignonne Golden ... Stella Vorhis
- William Steele ... Christopher Foy (como William Gettinger)
- Charles Le Moyne ... Matt Lisner
- Joe Harris ... Barela
- C. E. Anderson ... Applegate
- J. Farrell MacDonald ... Neuces River
- Mark Fenton ... Major Vorhis
- Noble Johnson[4]  ... Espinol